# Ludovicus Timon de Kempenaer
Pour les articles homonymes, voir Kempenaer.
Ludovicus Timon de Kempenaer, né le 9 août 1752 à La Haye et mort le 22 septembre 1812 à Purmerend, est un homme politique néerlandais.

## Biographie
Kempenaer étudie le droit à l'université de Leyde de 1768 à 1772. Il s'installe ensuite comme avocat dans la ville hollandaise d'Alkmaar. Il entre au vroedschap de la ville en 1779 et en devient échevin de 1781 à 1783, lorsqu'il est en désigné le représentant aux États de Hollande. Patriote, il s'y montre un opposant au stathouder et se voit démis de ses fonctions après la restauration orangiste de 1787.
En janvier 1795, lors de la mise en place de la République batave, Kempenaer devient membre de l'assemblée provisoire de Hollande et envoyé aux États généraux. Le 27 janvier 1796, il est élu député d'Alkmaar à la première assemblée nationale batave. Il siège au sein de la commission des affaires étrangères. Unitariste, il est choisi le 8 décembre 1796 pour faire partie d'un comité constitutionnel chargé de modifier le projet de constitution vers un projet plus unitaire. Ce nouveau projet est rejeté par référendum le 8 août 1797 et il n'est pas réélu à l'assemblée.
Le 13 juillet 1798, Kempenaer entre à l'administration du département de la Hollande puis est élu au Corps législatif batave par le district de West-Zaandam le 10 septembre, jusqu'au 31 juillet 1799, date du premier renouvellement des députés. Il entre alors à l'administration du département de Hollande jusqu'en 1807, date à laquelle il devient assesseur au conseil de préfecture de l'Amstelland. Lorsque la Hollande est intégrée à la France, juge de paix à Purmerend, où il meurt en 1812.